# Zacharie Vincent
Pour les articles homonymes, voir Vincent.
Zacharie Vincent, également connu sous le nom de Telari-o-lin, est un artiste huron-wendat né le 28 janvier 1815 à la Jeune-Lorette et mort le 9 octobre 1886 à Québec.

## Biographie
Zacharie Vincent est né le 28 janvier 1815 au village de la Jeune-Lorette, aujourd'hui la réserve indienne de Wendake, au Québec. Fils de Gabriel Vincent et de Marie Otis, il est également le neveu du grand chef Nicolas Vincent. Il passe une grande partie de sa vie au sein de la communauté huronne-wendat où il exerce la fonction de chef des guerriers de 1845 à 1852, puis de chef du Conseil de 1852 à 1879. En 1848, il épouse Marie Falardeau (1824?-), une jeune iroquoise, avec qui il a quatre enfants mais dont aucun ne laissera de descendant.

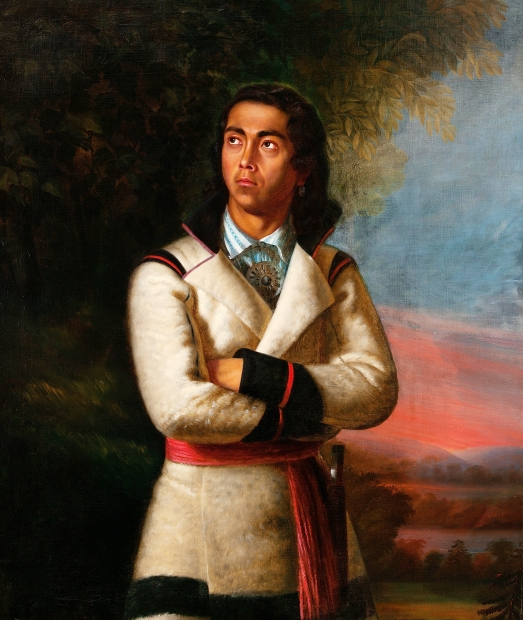
Portrait de Zacharie Vincent, Le Dernier des Hurons par Antoine Plamondon.

En 1838, Antoine Plamondon réalise un portrait de Zacharie Vincent intitulé Portrait de Zacharie Vincent, Le Dernier des Hurons. Vincent se met alors à peindre des autoportraits dans lequel il se représente en costume traditionnel, arborant les attributs de chef. Ses œuvres, principalement des huiles sur toile et des dessins, représentent également des scènes de la vie huronne et des paysages de sa région.
En 1879, Vincent quitte la Jeune-Lorette avec son fils Cyprien pour Kahnawake. Il meurt le 9 octobre 1886 à l'hôpital de la Marine de Québec.

## Galerie

Zacharie Vincent et son fils Cyprien, vers 1851.
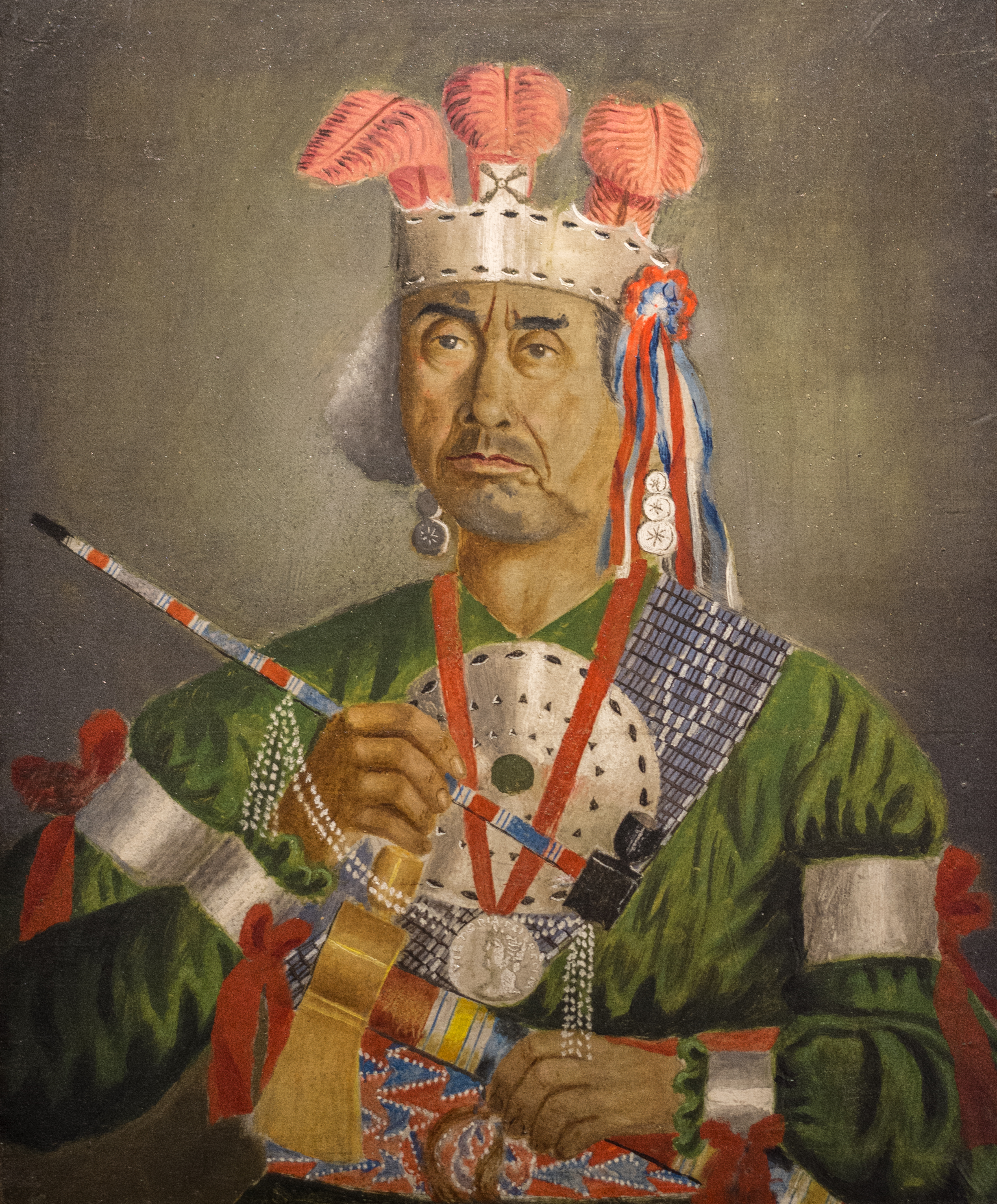
Autoportrait.
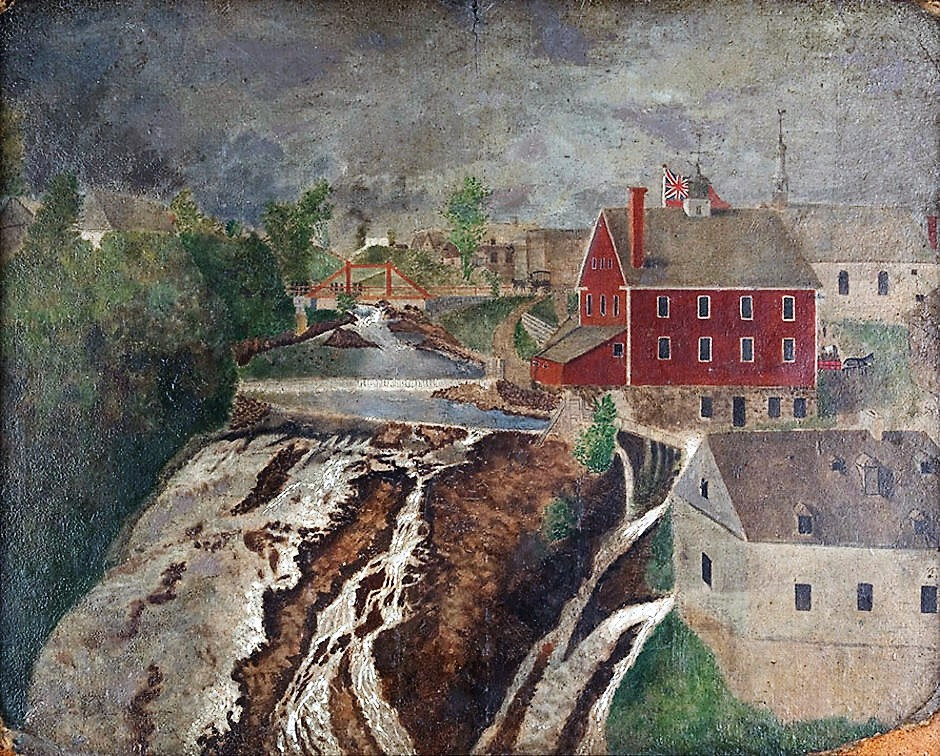
Les Chutes de Lorette, vers 1860.

## Musées et collections publiques
- Musée de la civilisation[5]
- Musée du Château Ramezay
- Musée national des beaux-arts du Québec[6]
- RiverBrink Art Museum
- Vancouver Art Gallery